# Cerdal
Cerdal est une paroisse civile portugaise (en portugais : freguesia) de la municipalité de Valença, dans le district de Viana do Castelo.
Lors du recensement de 2021, Cerdal compte 1 550 habitants.